# Мак-Кормик (округ)
Округ Мак-Кормик (англ. McCormick County) располагается в штате Южная Каролина, США. Административным центром округа является одноимённый город.
По состоянию на 2010 год, численность населения составляла 10 233 человека.

## История
Округ Мак-Кормик был официально образован в 1914 году и, как и столица, был назван в честь американского изобретателя Сайруса Холла Маккормика.

## География
В соответствии с данными указанными на сайте центрального статистического органа страны — Бюро переписи населения США, общая площадь округа Мак-Кормик равняется 1020,461 км2, из которых 932,401 км2 занимает суша и 88,060 км2 или 8,710% приходится на водную поверхность.

## Население
По данным переписи населения 2000 года в округе проживает 9 958 жителей в составе 3 558 домашних хозяйств и 2 604 семьи. Плотность населения составляет 11,00 человек на км2. На территории округа насчитывается 4 459 жилых строений, при плотности застройки около 5,00-ти строений на км2. Расовый состав населения: белые — 44,78 %, афроамериканцы — 53,88 %, коренные американцы (индейцы) — 0,07 %, азиаты — 0,29 %, гавайцы — 0,03 %, представители других рас — 0,38 %, представители двух или более рас — 0,57 %. Испаноязычные составляли 0,86 % населения независимо от расы.
В составе 24,80 % из общего числа домашних хозяйств проживают дети в возрасте до 18 лет, 51,80 % домашних хозяйств представляют собой супружеские пары проживающие вместе, 17,60 % домашних хозяйств представляют собой одиноких женщин без супруга, 26,80 % домашних хозяйств не имеют отношения к семьям, 24,40 % домашних хозяйств состоят из одного человека, 10,20 % домашних хозяйств состоят из престарелых (65 лет и старше), проживающих в одиночестве. Средний размер домашнего хозяйства составляет 2,39 человека, и средний размер семьи 2,82 человека.
Возрастной состав округа: 19,50 % моложе 18 лет, 8,30 % от 18 до 24, 27,60 % от 25 до 44, 28,10 % от 45 до 64 и 28,10 % от 65 и старше. Средний возраст жителя округа 41 лет. На каждые 100 женщин приходится 113,70 мужчин. На каждые 100 женщин старше 18 лет приходится 115,80 мужчин.
Средний доход на домохозяйство в округе составлял 31 577 USD, на семью — 38 822 USD. Среднестатистический заработок мужчины был 28 824 USD против 21 587 USD для женщины. Доход на душу населения составлял 14 770 USD. Около 15,10 % семей и 17,90 % общего населения находились ниже черты бедности, в том числе — 26,50 % молодежи (тех, кому ещё не исполнилось 18 лет) и 11,90 % тех, кому было уже больше 65 лет.